# George Brown (militaire)
Pour les articles homonymes, voir George Brown (homonymie) et Brown.
George Brown (né à Elgin le 3 juillet 1790 et mort dans la même ville le 27 août 1865) est un général britannique connu pour son rôle dans la Guerre d’indépendance espagnole et la guerre de Crimée.